# As I Am
As I Am är ett studioalbum med Alicia Keys från 2007. Albumet är Alicia Keys tredje album. Den 12 november 2008 släpptes albumet i en ny version som heter As I Am The Super Edition.

## Låtlista
1. As I Am (Intro)  - 1:52
2. Go Ahead (Mark Batson, Marsha Ambrosius och Kerry Brothers Jr.) - 4:35
3. Superwoman (Linda Perry och Steve Mostyn) - 4:34
4. No One (Kerry Brothers Jr. och George D. Harry) - 4:13
5. Like You'll Never See Me Again (Kerry Brothers Jr.) - 5:15
6. Lesson Learned med John Mayer (John Mayer) - 4:13
7. Wreckless Love (Harold Lilly, Jack Splash och Matthew Kahane) - 3:52
8. The Thing About Love (Linda Perry) - 3:49
9. Teenage Love Affair (Harold Lilly, Tom Nixon, Carl Hampton, Jack Splash, Josephine Bridges och Matthew Kahane) - 3:10
10. I Need You (Mark Batson, Harold Lilly och Paul L. Green) - 5:09
11. Where Do We Go From Here (Harold Lilly, Kerry Brothers Jr., Mary Frierson och Johnnie Frierson) - 4:10
12. Prelude To A Kiss  - 2:07
13. Tell You Something (Nana's Reprise) (Kerry Brothers Jr., Steve Mostyn, Green, Novel Stevenson och Ron Haney) - 4:28
14. Sure Looks Good To Me (Linda Perry) - 4:31
15. Another Way To Die med Jack White (Jack White) - 4:24 (Endast bonuslåt på As I Am The Super Edition)
16. Doncha Know (Sky Is Blue) (Alicia Keys och Linda Perry) – 4:24 (Endast bonuslåt på As I Am The Super Edition)
17. Saviour – 3:22 (Endast bonuslåt på As I Am The Super Edition)

- Waiting For Love - 3:53 (iTunes, Storbritannien och japansk bonuslåt)
- Hurt So Bad - 2:56 (iTunes och japansk bonuslåt)
- Superwoman (Live) (Japansk bonuslåt)
- No One (Curtis Lynch Reggae Remix) (Japansk bonuslåt)
- Karma (Live at the Hollywood Bowl) (Endast på bonus dvd)
- Heartburn (Live at the Hollywood Bowl) (Endast på bonus dvd)
- Wake Up (Live at the Hollywood Bowl) (Endast på bonus dvd)
- Behind-the-Scenes: As I Am Photo Shoot (Endast på bonus dvd)
- Behind-the-Scenes: No One Video Shoot (Endast på bonus dvd)
- You Don't Know My Name - Live from The Coronet Theatre (London) (Endast på bonus cd:n av As I Am The Super Edition)
- Superwoman - Live from The Coronet Theatre (London) (Endast på bonus cd:n av As I Am The Super Edition)
- No One - Live from The Coronet Theatre (London) (Endast på bonus cd:n av As I Am The Super Edition)
- Teenage Love Affair - Live from The Coronet Theatre (London) (Endast på bonus cd:n av As I Am The Super Edition)
- If I Ain't Got You - Live from The Coronet Theatre (London) (Endast på bonus cd:n av As I Am The Super Edition)

## Singlar
- No One (Släpptes 11 september 2007)
- Like You'll Never See Me Again (Släpptes 12 november 2007)
- Teenage Love Affair (Släpptes 31 mars 2008)
- Superwoman (Släpptes 29 juli 2008)
- Another Way To Die med Jack White (Släpptes 19 september 2008)